# 후너스엔터테인먼트의 음반
이 문서는 후너스엔터테인먼트에서 발표한 음반 목록이다.

## 2010년대
- 2015년 8월 25일 탑독 - [Digital Single] 비켜줄래 (웹툰 독고 OST)[1]
- 2015년 10월 19일 탑독 - The Beat
- 2016년 3월 3일 탑독 - 돌아와요 아저씨 OST Part.2
- 2016년 3월 26일 최윤아 - 역적 : 백성을 훔친 도적 OST Part.6
- 2016년 3월 31일 호준 - 돌아와요 아저씨 OST Part.7
- 2016년 7월 12일 제니씨 - True Be Honest
- 2016년 11월 7일 탑독 - First Street
- 2017년 3월 9일 상균 - [Digital Single] 나야 나 (PICK ME)[2]
- 2017년 4월 24일 유하은 - 응답하라 내 사랑 (삐리삐리)
- 2017년 5월 6일 김상균 - [Digital Single] 나야 나 (PICK ME) (Piano Ver.)[2]
- 2017년 5월 19일 소희 - [Digital Single] Spotlight[3]
- 2017년 6월 1일 엘리스 - We,First
- 2017년 9월 13일 엘리스 - Color Crush
- 2017년 10월 13일 호준, 비주 - [Digital Single] THE UNI+ 마이턴 (My Turn)[4]
- 2017년 10월 27일 호준,비주 - [Digital Single] THE UNI+ 빛 (Last One)[5]
- 2017년 10월 29일 엘리스 - [Digital Single] 믹스나인 Part.1
- 2017년 11월 19일 엘리스 - [Digital Single] 믹스나인 Part.3
- 2017년 12월 6일 소희,상균 - [Digital Single] 유치해도
- 2018년 1월 3일 Sunday Moon - [Digital Single] Million Miles
- 2018년 1월 7일 벨라 - [Digital Single] 믹스나인 Part.4
- 2018년 1월 14일 비주 - [Digital Single] THE UNI+ B STEP 1
- 2018년 1월 27일 벨라 - [Digital Single] 믹스나인 Part.6
- 2018년 3월 25일 Sunday Moon - [Digital Single] Eleven
- 2018년 3월 31일 소희 - 오늘도 무사히 시즌 2 OST
- 2018년 6월 2일 벨라, 혜성 - 리치맨 OST Part.4
- 2018년 6월 21일 Sunday Moon - [Digital Single] Mirror
- 2018년 6월 28일 엘리스 - Summer Dream
- 2018년 8월 29일 Sunday Moon - [Digital Single] City Lights
- 2018년 10월 18일 소희 - [Digital Single] Hurry Up
- 2018년 10월 30일 JBJ 95 - HOME
- 2018년 12월 14일 Sunday Moon - [Digital Single] Somebody
- 2018년 12월 17일 소희 - 내사랑 치유기 OST Part.7
- 2019년 1월 13일 안세하, 상도 - [Digital Single] 사랑 낙서장
- 2019년 2월 21일 엘리스 - 너 미워!줄리엣 OST Part.2
- 2019년 3월 26일 JBJ 95 - Awake
- 2019년 11월 12일 엘리스 - [Digital Single] 그립다
- 2019년 12월 3일 안세하 - [Digital Single] 사람 마음이란게

## 2020년대
- 2020년 1월 8일 일레인 - [Digital Single] Deep Breath
- 2020년 2월 5일 일레인 - 머니게임 OST Part.1
- 2020년 2월 26일 엘리스 - JACKPOT
- 2020년 4월 6일 일레인 - 반의반 OST Part.2
- 2020년 7월 11일 일레인 - 사이코지만 괜찮아 OST Special Track vol.1
- 2020년 10월 13일 일레인 - 아만자 Original Soundtrack Part.2
- 2020년 10월 31일 소희 - 오! 삼광빌라! OST Part.6
- 2020년 11월 11일 일레인 - 도도솔솔라라솔 OST Part.11
- 2020년 11월 18일 소희 - 도도솔솔라라솔 OST Part.13
- 2020년 12월 29일 일레인 - [Digital Single] 사랑할 땐 보이지 않던 것들
- 2021년 2월 14일 러비 - [Digital Single] 우리에게도 사계가 존재한다면
- 2021년 3월 2일 클랑 - 루카 : 더 비기닝 OST Part.4
- 2021년 3월 17일 일레인 - [Digital Single] Headache
- 2021년 3월 28일 Sunday Moon - [Digital Single] Golden
- 2021년 6월 24일 클랑 - 미치지 않고서야 OST Part.1
- 2021년 7월 10일 클랑 - 보이스 4 OST Part.3
- 2021년 7월 17일 일레인 - 보이스 4 OST Part.4
- 2021년 8월 14일 소희 - 이벤트를 확인하세요 OST Part.1[6]
- 2021년 8월 21일 클랑 - 이벤트를 확인하세요 OST Part.2
- 2021년 9월 2일 일레인 - 유 레이즈 미 업 (You Raise Me Up) OST Part.2
- 2021년 9월 25일 일레인 - 검은 태양 OST Part.2
- 2021년 10월 5일 일레인 - 하이클래스 OST Part.3[7]
- 2021년 10월 21일 클랑 - 달리와 감자탕 OST Part.6
- 2021년 11월 5일 일레인 - [Digital Single] My Dear (크라임 퍼즐 X 일레인)
- 2021년 11월 15일 소희 - 아이돌레시피 OST Part.3
- 2022년 1월 6일 안세하 - [Digital Single] 가끔은 그렇게 웃어도 돼[8]
- 2022년 1월 6일 일레인 - 공작도시 OST Part.1
- 2022년 2월 23일 클랑 - 스폰서 OST Part.1
- 2022년 3월 24일 일레인 - 킬힐 OST Part.2
- 2022년 9월 24일 정튠 - 환승연애2 OST Part.4[9]
- 2022년 10월 1일 정튠 - [Digital Single] Mushroom
- 2022년 10월 20일 일레인 - 2
- 2023년 1월 10일 클랑 - [Digital Single] Track 01
- 2023년 1월 30일 클랑 - 트롤리 OST Part.3
- 2023년 3월 3일 클랑 - [Digital Single] Track 02
- 2023년 5월 2일 클랑 - [Digital Single] Track 03
- 2023년 5월 8일 클랑 - 종이달 OST Part.5
- 2023년 10월 24일 클랑 - 악인전기 OST Part.2
- 2023년 10월 30일 안세하 - [Digital Single] 인사
- 2024년 1월 6일 안세하 - [Digital Single] I Love You
- 2024년 1월 17일 클랑 - 환상연가 OST Part.3
- 2024년 4월 20일 클랑 - 7인의 부활 OST Part.2
- 2025년 5월 19일 이장우 - 카카오 웹툰 '도토리 문화센터' OST